# Семьон Федотов
Семен Александрович Федотов е руски футболист, който играе за ЦСКА Москва. Дебюта си прави срещу Спарта Прага в мач от Лига Европа на 15 декември 2010 година. През 2010 е и повикан в младежкия национален отбор на Русия. В първия тим е от 2011, когато заминава с мъжете на лагер в Испания. В мач от шампионата Семьон дебютира на 15 октомври 2011, започвайки титуляр срещу ФК Терек Грозни. В началото на 2013 преминава в Локомотив-2 Москва под наем. След края на наема подписва постоянен договор с Локомотив-2.